# Eremochelis flexacus
Eremochelis flexacus är en spindeldjursart som först beskrevs av Muma 1963.  Eremochelis flexacus ingår i släktet Eremochelis och familjen Eremobatidae. Inga underarter finns listade i Catalogue of Life.